# ستيف نجوين
ستيف نجوين (بالإنجليزية: Steve Nguyen)‏ هو كاتب سيناريو ومخرج أمريكي، ولد في 30 ديسمبر 1985 في توررانسي في الولايات المتحدة.

## وصلات خارجية
- الموقع الرسمي
- ستيف نجوين على موقع IMDb (الإنجليزية)
- ستيف نجوين على موقع ألو سيني (الفرنسية)
- ستيف نجوين على موقع كينوبويسك (الروسية)